# Luigi Giorgio di Baden-Baden
Luigi Giorgio di Baden-Baden (Ludwig Georg Simpert; Ettlingen, 7 giugno 1702 – Rastatt, 22 ottobre 1761) fu il Margravio di Baden-Baden dal 1707 fino alla sua morte nel 1761. Dal 1707 fino al 1727 sua madre Sibilla di Sassonia-Lauenburg fu la reggente di Baden-Baden. Fu succeduto da suo fratello minore Augusto Giorgio Simperto. Venne soprannominato Jägerlouis, per la propria passione per la caccia.

## Biografia
Luigi Giorgio Simperto era figlio del Margravio Luigi Guglielmo, detto Türkenlouis, e della Principessa Sibilla Augusta di Sassonia-Lauenburg.
Luigi Giorgio resse il Margraviato di Baden-Baden dalla morte del padre, nel 1707 sotto la tutela della madre, sino al 22 ottobre 1727 quando, all'età di 25 anni, divenne margravio a pieno titolo, ponendo la propria residenza presso il Castello di Ettlingen, nella cui cappella venne sepolta la madre, non molto tempo dopo la sua ascesa al trono.

## I primi anni
L'8 giugno 1702, Luigi Giorgio Simperto venne battezzato nella chiesa di San Martino di Ettlingen, trascorrendo la maggior parte della propria giovinezza sotto la completa tutela ed influenza della madre, che lo formò anche nel divenire un tipico regnante illuminato.
All'età di 16 anni, venne inviato alla corte polacca, dove conobbe la Principessa Maria Leszczyńska, figlia del Re di Polonia, Stanislao Leszczyński, di cui fu molto amico per tutta la sua vita, per poi soggiornare a Roma, presso la curia papale.

## La carriera militare
Luigi Giorgio ebbe anche un'ottima carriera militare, indubbiamente guidata dalla fama dai successi ottenuti dal padre sul campo.
Nominato Generale durante la Guerre di Slesia, fu a capo del medesimo reggimento che anni prima aveva comandato il padre, col quale operò in Boemia nell'ambito della Guerra di successione polacca. Nel 1735 fu a Vienna, come partecipante alla firma dei trattati di pace preliminari.
Strenuo cattolico, nel 1736 fondò un istituto gestito dai Pietisti a Rastatt. La scuola ebbe il nome di Patres scholarum piarum fece sì che nell'area del Baden si radicasse a pieno l'Ordine, fondato nel 1597 da Giuseppe di Calasanza.
Alla sua morte, nel 1761, poiché tutti i suoi figli maschi gli erano premorti, gli succedette il fratello Augusto Giorgio, come Margravio di Baden-Baden.

## Matrimonio e figli
Nell'estate del 1720 Luigi Giorgio Simperto si recò a Praga, dove alloggiò per un certo periodo al Castello di Frauenberg con la madre che stava organizzando per l'appunto il suo matrimonio, occasione per la quale aveva ottenuto una dispensa speciale da parte dell'Imperatore, da Vienna, per allontanarsi per un certo periodo dai propri domini nel Baden.
Luigi Giorgio Simperto, il 18 aprile 1721, al Castello di Krumau, Maria Anna di Schwarzenberg, (m. 1755) dalla quale ebbe i seguenti eredi:
- Elisabetta Augusta (16 marzo 1726 - 7 gennaio 1789), sposò il 2 febbraio 1755 il Conte Michael Wenzel von Althann
- Carlo Luigi Damiano (25 agosto 1728 - 6 luglio 1734), Principe Ereditario di Baden-Baden
- Luigi Giorgio (11 agosto 1736 - 11 marzo 1737), Principe Ereditario di Baden-Baden
- Giovanna (28 aprile - 29 aprile 1737)

Alla morte della prima moglie, si risposò il 10 luglio 1755 con Maria Anna Giuseppa di Baviera (m. 1776). Ella era figlia di Carlo Alberto di Baviera, Imperatore del Sacro Romano Impero con il nome di Carlo VII. Questo matrimonio, non diede eredi.

## Ascendenza
|                                        |                                     |                                           | Genitori                                   |  |  | Nonni |  |  | Bisnonni                 |  |  | Trisnonni                        |  |
|                                        |                                     |                                           |                                            |  |  |       |  |  | Guglielmo di Baden-Baden |  |  | Edoardo Fortunato di Baden-Baden |  |
|                                        |                                     |                                           |                                            |  |  |       |  |  | Guglielmo di Baden-Baden |  |  | Edoardo Fortunato di Baden-Baden |  |
|                                        |                                     | Maria van Eicken                          |                                            |  |  |       |  |  | Guglielmo di Baden-Baden |  |  |                                  |  |
| Ferdinando Massimiliano di Baden-Baden |                                     |                                           |                                            |  |  |       |  |  | Guglielmo di Baden-Baden |  |  |                                  |  |
|                                        |                                     | Caterina Ursula di Hohenzollern–Hechingen | Giovanni Giorgio di Hohenzollern-Hechingen |  |  |       |  |  |                          |  |  |                                  |  |
|                                        |                                     | Caterina Ursula di Hohenzollern–Hechingen | Giovanni Giorgio di Hohenzollern-Hechingen |  |  |       |  |  |                          |  |  |                                  |  |
|                                        |                                     | Caterina Ursula di Hohenzollern–Hechingen | Francesca di Salm-Dhaun                    |  |  |       |  |  |                          |  |  |                                  |  |
| Luigi Guglielmo di Baden-Baden         |                                     | Caterina Ursula di Hohenzollern–Hechingen |                                            |  |  |       |  |  |                          |  |  |                                  |  |
|                                        |                                     | Tommaso Francesco di Savoia               | Carlo Emanuele I di Savoia                 |  |  |       |  |  |                          |  |  |                                  |  |
|                                        |                                     | Tommaso Francesco di Savoia               | Carlo Emanuele I di Savoia                 |  |  |       |  |  |                          |  |  |                                  |  |
|                                        |                                     | Tommaso Francesco di Savoia               | Caterina Michela d'Asburgo                 |  |  |       |  |  |                          |  |  |                                  |  |
| Luisa Cristina di Savoia-Carignano     |                                     | Tommaso Francesco di Savoia               |                                            |  |  |       |  |  |                          |  |  |                                  |  |
|                                        |                                     | Maria di Borbone-Soissons                 | Carlo di Borbone-Soissons                  |  |  |       |  |  |                          |  |  |                                  |  |
|                                        |                                     | Maria di Borbone-Soissons                 | Carlo di Borbone-Soissons                  |  |  |       |  |  |                          |  |  |                                  |  |
|                                        |                                     | Maria di Borbone-Soissons                 | Anna di Montafià                           |  |  |       |  |  |                          |  |  |                                  |  |
| Luigi Giorgio di Baden-Baden           |                                     | Maria di Borbone-Soissons                 |                                            |  |  |       |  |  |                          |  |  |                                  |  |
|                                        | Giulio Enrico di Sassonia-Lauenburg | Francesco II di Sassonia-Lauenburg        |                                            |  |  |       |  |  |                          |  |  |                                  |  |
|                                        | Giulio Enrico di Sassonia-Lauenburg | Francesco II di Sassonia-Lauenburg        |                                            |  |  |       |  |  |                          |  |  |                                  |  |
|                                        | Giulio Enrico di Sassonia-Lauenburg | Maria di Brunswick-Wolfenbüttel           |                                            |  |  |       |  |  |                          |  |  |                                  |  |
| Giulio Francesco di Sassonia-Lauenburg | Giulio Enrico di Sassonia-Lauenburg |                                           |                                            |  |  |       |  |  |                          |  |  |                                  |  |
|                                        |                                     | Anna Maddalena di Lobkowicz               | Guglielmo Popel von Lobkowitz              |  |  |       |  |  |                          |  |  |                                  |  |
|                                        |                                     | Anna Maddalena di Lobkowicz               | Guglielmo Popel von Lobkowitz              |  |  |       |  |  |                          |  |  |                                  |  |
|                                        |                                     | Anna Maddalena di Lobkowicz               |                                            |  |  |       |  |  |                          |  |  |                                  |  |
| Sibilla Augusta di Sassonia-Lauenburg  |                                     | Anna Maddalena di Lobkowicz               |                                            |  |  |       |  |  |                          |  |  |                                  |  |
|                                        |                                     | Cristiano Augusto del Palatinato-Sulzbach | Augusto del Palatinato-Neuburg             |  |  |       |  |  |                          |  |  |                                  |  |
|                                        |                                     | Cristiano Augusto del Palatinato-Sulzbach | Augusto del Palatinato-Neuburg             |  |  |       |  |  |                          |  |  |                                  |  |
|                                        |                                     | Cristiano Augusto del Palatinato-Sulzbach | Edvige di Holstein-Gottorp                 |  |  |       |  |  |                          |  |  |                                  |  |
| Edvige del Palatinato-Sulzbach         |                                     | Cristiano Augusto del Palatinato-Sulzbach |                                            |  |  |       |  |  |                          |  |  |                                  |  |
|                                        |                                     | Amalia di Nassau-Siegen                   | Giovanni VII di Nassau-Siegen              |  |  |       |  |  |                          |  |  |                                  |  |
|                                        |                                     | Amalia di Nassau-Siegen                   | Giovanni VII di Nassau-Siegen              |  |  |       |  |  |                          |  |  |                                  |  |
|                                        |                                     | Amalia di Nassau-Siegen                   | Margherita di Holstein-Sonderburg-Plön     |  |  |       |  |  |                          |  |  |                                  |  |
|                                        |                                     | Amalia di Nassau-Siegen                   |                                            |  |  |       |  |  |                          |  |  |                                  |  |